# Drissa Diarrassouba
Drissa Diarrassouba, (sinh 15 tháng 11 năm 1994 ở Abidjan, Bờ Biển Ngà) là một cầu thủ bóng đá Bờ Biển Ngà thi đấu ở vị trí tiền vệ cho câu lạc bộ Persian Gulf Pro League Padideh và là một cựu cầu thủ trẻ Bờ Biển Ngà.

## Sự nghiệp câu lạc bộ

### FC Shirak
Drissa Diarrassouba gia nhập đội bóng Giải bóng đá ngoại hạng Armenia FC Shirak năm 2014.
Vào tháng 1 năm 2016, Diarrassouba ký hợp đồng 3 năm cùng với Shirak.

### Padideh
Drissa gia nhập đội bóng Persian Gulf Pro League Padideh ngày 29 tháng 7 năm 2016 với bản hợp đồng 1 năm.